# ヘウム

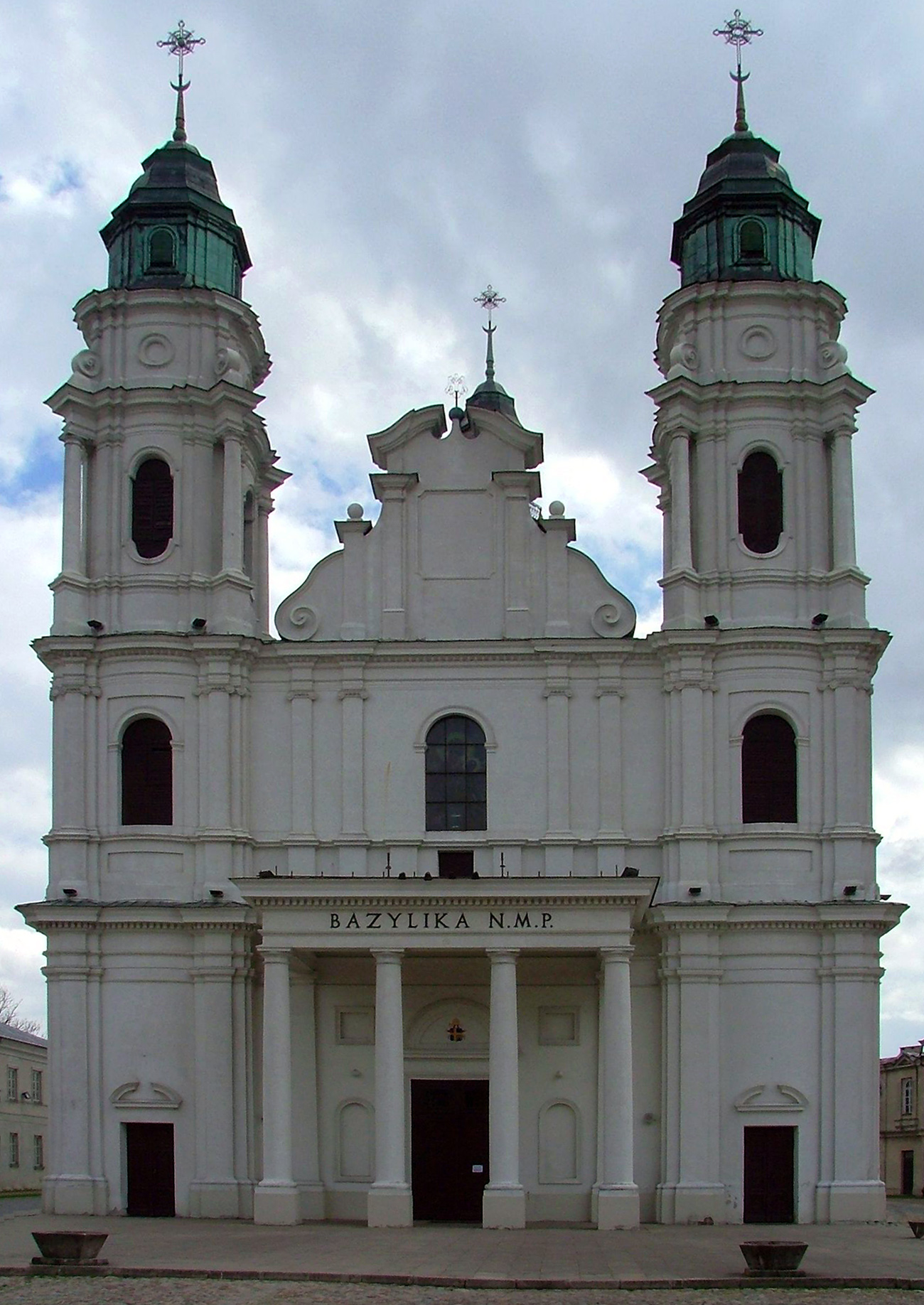
聖母生誕聖堂

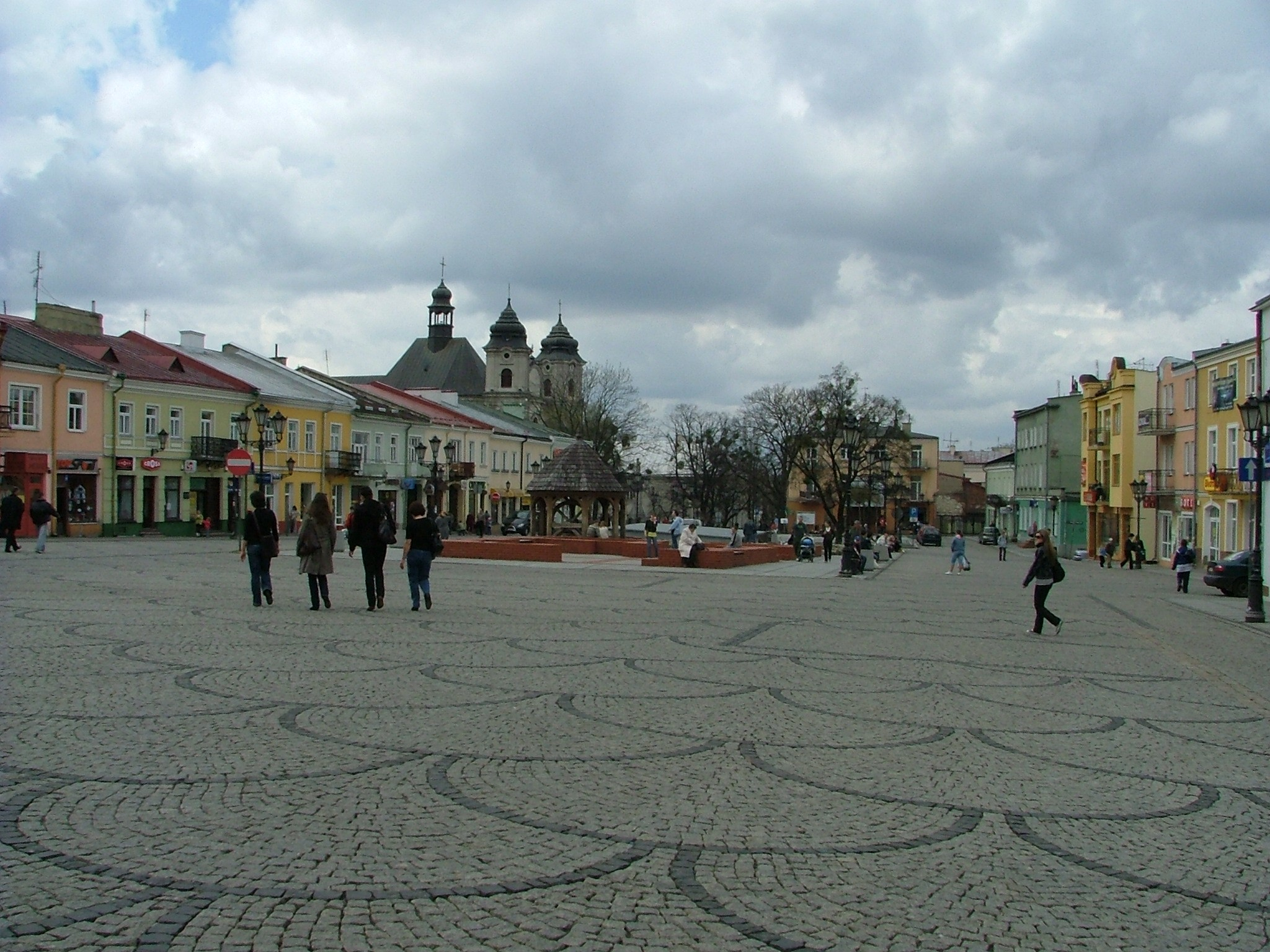
中心部にあるルツコフスキェゴ広場

ヘウム（Chełm (ポーランド語: [xɛwm] ( 音声ファイル); ウクライナ語: Холм; ドイツ語: Cholm; イディッシュ語: כעלם)）は、ポーランド東部の都市。ルブリンの南東、ザモシチの北、ビャワ・ポドラスカの南に位置し、ウクライナ国境からわずか25kmしか離れていない。1999年にルブリン県に含まれるまでは、ヘウム県の県都であった。
数多くの知られた歴史記念物、観光場所のある一方、市はほとんど産業都市の様相である。ジューイッシュ・ユーモア（ユダヤ・ジョーク）(en) においては、町は伝説上の愚か者の中心地である。
市の北部と東部には、ヘウム造景公園として知られる保護区がある。

## 歴史
現在のヘウムのある一帯に、少なくとも9世紀に最初の定住地ができた。続く1世紀にスラヴ人の要塞の町がそこに作られ、事実上異教の中心地として利用されていた。市名の由来は不透明で、ほとんどの学者らはスラヴ語源の平らな丘を意味するhelmかholmではないかとしている。事実、町の中心部は、現在ゴーラ・ヘウムスカ (góra chełmska) と呼ばれる丘のてっぺんにある。しかし、ケルト語が語源であるとする説もある。981年の町に、初期の東スラヴ人の一部族であるブザン族が、周囲の赤ルテニア（チェルヴェンの諸都市）に沿って暮らしていた（彼らはキエフ・ルーシに従属していた）。地元の伝承によれば、ウラジーミル1世によって最初の石造の城が1001年に建てられた。1018年のポーランドのキエフ遠征で、この一帯はポーランド領となったが、1031年にキエフ・ルーシの元へ返還された。
1235年、ハールィチの王ダヌィーロ・ロマーノヴィチは、この町に都市特権を授け、ハールィチ・ヴォルィーニ大公国の首都を置いた。彼は1240年に丘の頂上に新たな城を築き、正教会の主教座を置いた（これが現在の聖母生誕聖堂である）。14世紀まで、町はハールィチ・ヴォルィーニの一部として成長し、短期間ではあるがヘウム公国及びベウス公国の一部であった。1366年、カジミェシュ3世はこの地方を再びポーランドへ併合した。そしてカトリックの司教座が置かれた。1392年1月14日、町はマクデブルク法のうえで再度都市にされ、広域の内政自治権を授けられた。
歳月を通じて、町は歴史的な地方ジェミア・ヘウムスカ（ziemia chełmska、ヘウムの土地）の中心地であり、行政的にはリヴィウを首都とするルテニア県の中心部であった。15世紀から16世紀に市は繁栄し、17世紀には当時ポーランドを襲った戦争のために衰退していった。18世紀、ポーランド東部にある位置が固定され、町は大洪水時代とフメリニツキー反乱で受けた被害からゆっくりと回復し始めた。ポーランド全土からやってきた新たな移住者の一部を引き寄せた。この人々はカトリック、正教会、そしてユダヤ教徒であった。1794年、ヘウム県が創設された。しかし、のちにコシチュシュコ反乱が勃発し、ヘウムは反乱側についた最初の町となった。1794年6月8日のヘウムの戦いの結果、将軍ユーゼフ・ザヤチェク (en) 将軍の軍はデルフェルデン、ヴァレリアン・ズボフ (en)、フランツ・モーリッツ・フォン・ラシーらが指揮をとったロシア軍に撃破された。町は再び猛攻する軍によって荒らされた。翌1795年、第三次ポーランド分割の影響で、町はオーストリアへ併合された。
1806年のナポレオン戦争、そしてポーランド・オーストリア戦争の結果、町はあっさりとワルシャワ公国側へついた。しかし、1815年のウィーン会議で町はロシア帝国へ与えられた。町からは地元の行政府、司教座を含む信仰の場がルブリンへ移され、衰退の時代へ入った。19世紀半ば、ロシア軍は強力な駐屯地として町を転用し、町ではロシア兵が人口の顕著な部分を占めることになった。衰退の時代は1866年に終わった。新しい鉄道と町がつながったためである。1875年、ロシア当局者らによって東方典礼カトリック教会が清算され、地元の東方典礼カトリック教徒は正教会への改宗を強いられた。19世紀終わり、地元行政事務所は復興された。1912年、地元のグベールニヤが創設された。
第一次世界大戦の終わった1918年、町は新たに生まれ変わったポーランドへ復帰した。

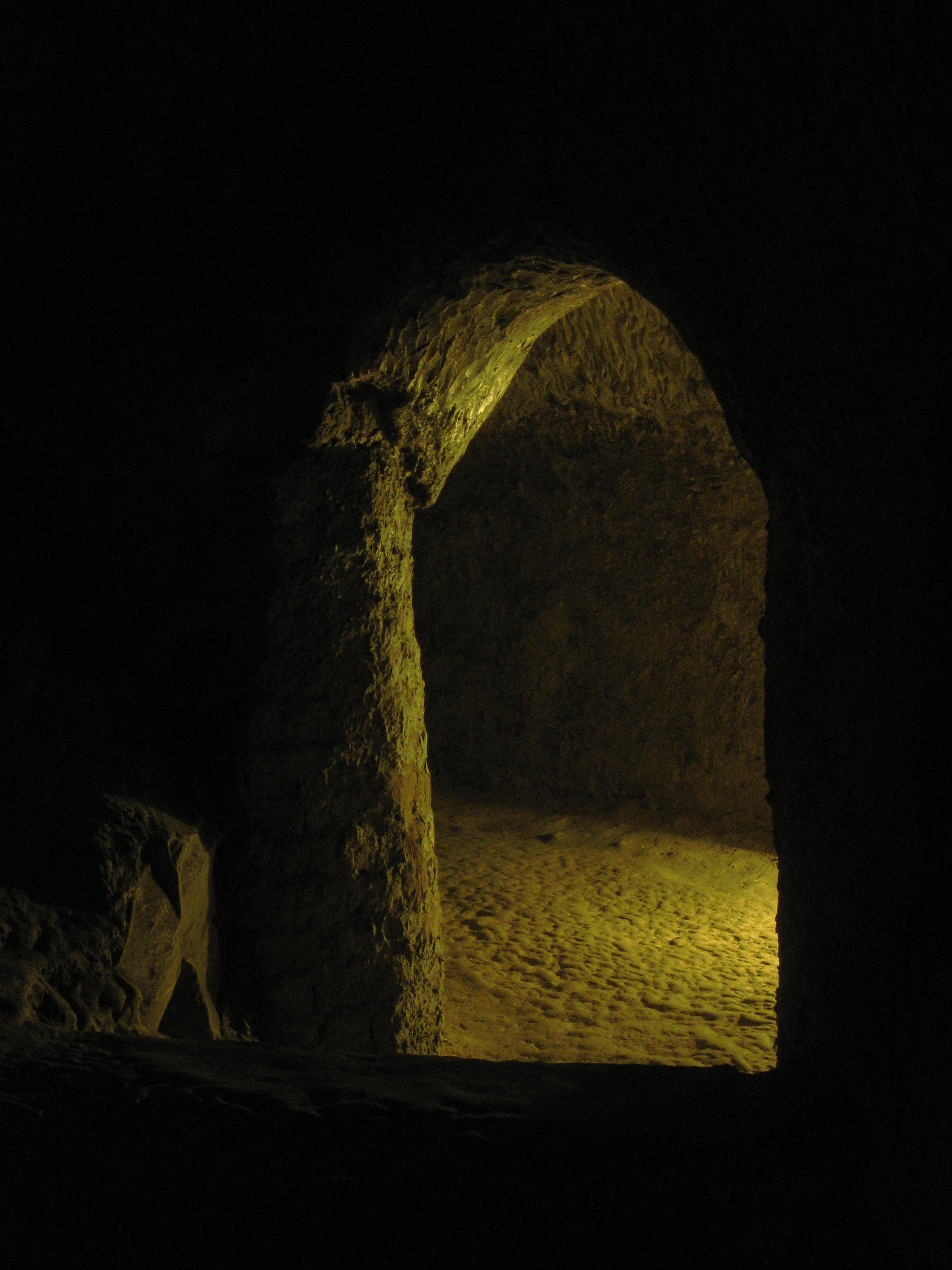
地下壕

ホロコーストによって、ユダヤ人人口のほとんどがソビボル絶滅収容所で殺された。一部のユダヤ人が、ヘウムの下にある地下壕内にある隠れ家を運営していた。

## ヘウムの賢いユダヤ人
ユダヤの民俗伝承では、ヘウムに住むユダヤ人（イディッシュ語: כעלעﬦ, ヘブライ語: חלם/Helm）は愚かだとみなされていた。多くの一般的な民話では、ヘウムのユダヤ人らの「賢い」振る舞いが語られている。一例では、ヘウムのユダヤ人の男がサバト用に料理するため金曜日に魚を買った。彼は生きた魚を自分の上着の下に押し込んだ。魚はその尾ひれで彼の顔をぴしゃりと打った。彼は提訴するためにヘウムの裁判所へ向かい、裁判所は魚を溺死させる判決を下した。
これらの民話や語り部で最も知られているのは、イディッシュ語で書いたユダヤ人作家でノーベル文学賞受賞者のアイザック・バシェヴィス・シンガーである。彼は『ヘウムの愚か者たちとその話』の英語訳を1973年に出版した。

## スポーツ
- ヘウミアンカ・ヘウム - サッカークラブ
- AZSヘウム - 女子バスケットボールクラブ

## 姉妹都市
- ウテナ、リトアニア
- コーヴェリ、ウクライナ
- ジンデルフィンゲン、ドイツ
- ノックスビル (テネシー州)、アメリカ合衆国[2]
- モルレー、フランス